# U.S. Route 22
U.S. Route 22 (också kallad U.S. Highway 22 eller med förkortningen  US 22) är en amerikansk landsväg. Den går ifrån Cincinnati Ohio i väster till Newark New Jersey i öster och har en längd av 1 041,6 km.

## Större städer
- Cincinnati, Ohio
- Zanesville, Ohio
- Lancaster, Ohio
- Steubenville, Ohio
- Weirton, West Virginia
- Pittsburgh, Pennsylvania
- Johnstown, Pennsylvania
- Harrisburg, Pennsylvania
- Allentown, Pennsylvania
- Bethlehem, Pennsylvania
- Easton, Pennsylvania
- Newark, New Jersey